# Покровка (Новосергієвський район)
Покро́вка (рос. Покровка) — село у складі Новосергієвського району Оренбурзької області, Росія.
У період 1920-1922 та 1927-1959 років село було центром Покровського району.

## Населення
Населення — 2986 осіб (2010; 2913 у 2002).
Національний склад (станом на 2002 рік):
- росіяни — 88 %